# Doug Weight
Temple de la renommée américain : 2013
Douglas Daniel Weight (né le 21 janvier 1971 à Warren dans le Michigan aux États-Unis) est un joueur de hockey sur glace professionnel américain.

## Carrière professionnelle dans la LNH
Doug Weight a entamé sa carrière professionnelle en 1991, lors d'un match de séries éliminatoires. Il a joué pendant deux saisons avec les Rangers avant d'être échangé aux Oilers d'Edmonton en 1993 en retour d'Esa Tikkanen. Avec les Oilers, il a disputé huit saisons complètes et fut le capitaine de l'équipe de 1999 à 2001.
En juillet 2001, il a été échangé aux Blues de Saint-Louis, en compagnie de Michel Riesen, contre les joueurs d'avant Marty Reasoner et Jochen Hecht ainsi que le défenseur Jan Horacek.
Il a commencé la saison 2005-2006 avec les Blues avant d'être transféré aux Hurricanes de la Caroline le 31 janvier 2006. Le 14 décembre 2007, les Blues le cèdent aux Ducks d'Anaheim en retour d'Andy McDonald.
Le 2 juillet 2008, il signe un contrat de un an d'une valeur estimée de 1,75 million de dollars avec les Islanders de New York.
Depuis le début de sa carrière, Weight a participé à quatre Matchs des étoiles.
Weigtht prend sa retraite le 26 mai 2011 après 1238 matchs, 278 buts et 1033 points dans la LNH ; il est alors le sixième joueur américain pour le nombre de points dans la ligue. À l'annonce de sa retraite sportive, il prévoit de rester au sein de l'organisation des Islanders à titre d'entraîneur-adjoint et d'assistant au directeur général.
En janvier 2017, à la suite du congédiement de Jack Capuano, il est nommé entraîneur-chef par intérim des Islanders jusqu'à la fin de la saison 2016-2017. Le 12 avril 2017, les Islanders le nomme officiellement entraîneur-chef.

## Carrière internationale
Weight a porté les couleurs des États-Unis à plusieurs reprises. Il a participé aux trois Jeux olympiques au cours desquels les joueurs de la LNH étaient autorisés à y participer (1998, 2002, 2006). Il a notamment remporté la médaille d'argent lors des Jeux olympiques de Salt Lake City en 2002. Par ailleurs, Doug Weight a joué avec l'équipe nationale des États-Unis lors de la Coupe du monde de hockey 1996 et 2004.

## Statistiques
| Saison     | Équipe                        | Ligue      |       | Saison régulière | Saison régulière | Saison régulière | Saison régulière | Saison régulière |    | Séries éliminatoires | Séries éliminatoires | Séries éliminatoires | Séries éliminatoires | Séries éliminatoires |
| Saison     | Équipe                        | Ligue      | PJ    | B                | A                | Pts              | Pun              | PJ               | B  | A                    | Pts                  | Pun                  |                      |                      |
| 1988-1989  | Jets de Bloomfield            | NAHL       | 34    | 26               | 53               | 79               | 105              | -                | -  | -                    | -                    | -                    |                      |                      |
| 1989-1990  | Lakers de Lake Superior State | NCAA       | 46    | 21               | 48               | 69               | 44               | -                | -  | -                    | -                    | -                    |                      |                      |
| 1990-1991  | Lakers de Lake Superior State | NCAA       | 42    | 29               | 46               | 75               | 86               | -                | -  | -                    | -                    | -                    |                      |                      |
| 1991-1992  | Rangers de Binghamton         | LAH        | 9     | 3                | 14               | 17               | 2                | 4                | 1  | 4                    | 5                    | 6                    |                      |                      |
| 1991-1992  | Rangers de New York           | LNH        | 53    | 8                | 22               | 30               | 23               | 7                | 2  | 2                    | 4                    | 0                    |                      |                      |
| 1992-1993  | Rangers de New York           | LNH        | 65    | 15               | 25               | 40               | 55               | -                | -  | -                    | -                    | -                    |                      |                      |
| 1992-1993  | Oilers d'Edmonton             | LNH        | 13    | 2                | 6                | 8                | 10               | -                | -  | -                    | -                    | -                    |                      |                      |
| 1993-1994  | Oilers d'Edmonton             | LNH        | 84    | 24               | 50               | 74               | 47               | -                | -  | -                    | -                    | -                    |                      |                      |
| 1994-1995  | Oilers d'Edmonton             | LNH        | 48    | 7                | 33               | 40               | 69               | -                | -  | -                    | -                    | -                    |                      |                      |
| 1994-1995  | Starbulls Rosenheim           | DEL        | 8     | 2                | 3                | 5                | 18               | -                | -  | -                    | -                    | -                    |                      |                      |
| 1995-1996  | Oilers d'Edmonton             | LNH        | 82    | 25               | 79               | 104              | 95               | -                | -  | -                    | -                    | -                    |                      |                      |
| 1996-1997  | Oilers d'Edmonton             | LNH        | 80    | 21               | 61               | 82               | 80               | 12               | 3  | 8                    | 11                   | 8                    |                      |                      |
| 1997-1998  | Oilers d'Edmonton             | LNH        | 79    | 26               | 44               | 70               | 69               | 12               | 2  | 7                    | 9                    | 14                   |                      |                      |
| 1998-1999  | Oilers d'Edmonton             | LNH        | 43    | 6                | 31               | 37               | 12               | 4                | 1  | 1                    | 2                    | 15                   |                      |                      |
| 1999-2000  | Oilers d'Edmonton             | LNH        | 77    | 21               | 51               | 72               | 54               | 5                | 3  | 2                    | 5                    | 4                    |                      |                      |
| 2000-2001  | Oilers d'Edmonton             | LNH        | 82    | 25               | 65               | 90               | 91               | 6                | 1  | 5                    | 6                    | 17                   |                      |                      |
| 2001-2002  | Blues de Saint-Louis          | LNH        | 61    | 15               | 34               | 49               | 40               | 10               | 1  | 1                    | 2                    | 4                    |                      |                      |
| 2002-2003  | Blues de Saint-Louis          | LNH        | 70    | 15               | 52               | 67               | 52               | 7                | 5  | 8                    | 13                   | 2                    |                      |                      |
| 2003-2004  | Blues de Saint-Louis          | LNH        | 75    | 14               | 51               | 65               | 37               | 5                | 2  | 1                    | 3                    | 6                    |                      |                      |
| 2004-2005  | Lions de Francfort            | DEL        | 7     | 6                | 9                | 15               | 26               | 11               | 2  | 10                   | 12                   | 8                    |                      |                      |
| 2005-2006  | Blues de Saint-Louis          | LNH        | 47    | 11               | 33               | 44               | 50               | -                | -  | -                    | -                    | -                    |                      |                      |
| 2005-2006  | Hurricanes de la Caroline     | LNH        | 23    | 4                | 9                | 13               | 25               | 23               | 3  | 13                   | 16                   | 20                   |                      |                      |
| 2006-2007  | Blues de Saint-Louis          | LNH        | 82    | 16               | 43               | 59               | 56               | -                | -  | -                    | -                    | -                    |                      |                      |
| 2007-2008  | Blues de Saint-Louis          | LNH        | 29    | 4                | 7                | 11               | 12               | -                | -  | -                    | -                    | -                    |                      |                      |
| 2007-008   | Ducks d'Anaheim               | LNH        | 38    | 6                | 8                | 14               | 20               | 5                | 0  | 1                    | 1                    | 4                    |                      |                      |
| 2008-2009  | Islanders de New York         | LNH        | 53    | 10               | 28               | 38               | 55               | -                | -  | -                    | -                    | -                    |                      |                      |
| 2009-2010  | Islanders de New York         | LNH        | 36    | 1                | 16               | 17               | 8                | -                | -  | -                    | -                    | -                    |                      |                      |
| 2010-2011  | Islanders de New York         | LNH        | 18    | 2                | 7                | 9                | 10               | -                | -  | -                    | -                    | -                    |                      |                      |
| Totaux LNH | Totaux LNH                    | Totaux LNH | 1 238 | 278              | 755              | 1 033            | 970              | 97               | 23 | 49                   | 72                   | 94                   |                      |                      |

### En équipe nationale
| Année | Équipe     | Compétition                 |   | PJ | B  | A  | Pts | Pun               |  | Résultat |
| 1991  | États-Unis | Championnat du monde junior | 7 | 5  | 14 | 19 | 4   | 4e position       |  |          |
| 1993  | États-Unis | Championnat du monde        | 6 | 0  | 6  | 6  | 12  | 6e position       |  |          |
| 1994  | États-Unis | Championnat du monde        | 8 | 0  | 4  | 4  | 16  | 4e position       |  |          |
| 1996  | États-Unis | Coupe du monde              | 7 | 3  | 4  | 7  | 12  | Médaille d'or     |  |          |
| 1998  | États-Unis | Jeux olympiques             | 4 | 0  | 2  | 2  | 2   | 6e position       |  |          |
| 2002  | États-Unis | Jeux olympiques             | 6 | 0  | 3  | 3  | 4   | Médaille d'argent |  |          |
| 2004  | États-Unis | Coupe du monde              | 5 | 1  | 0  | 1  | 4   | 4e position       |  |          |
| 2005  | États-Unis | Championnat du monde        | 7 | 1  | 5  | 6  | 0   | 6e position       |  |          |
| 2006  | États-Unis | Jeux olympiques             | 6 | 0  | 3  | 3  | 4   | 8e position       |  |          |